# Пентьевр

Карта исторических регионов Бретани. Территории графства Пентьевр показаны тёмно-зелёным

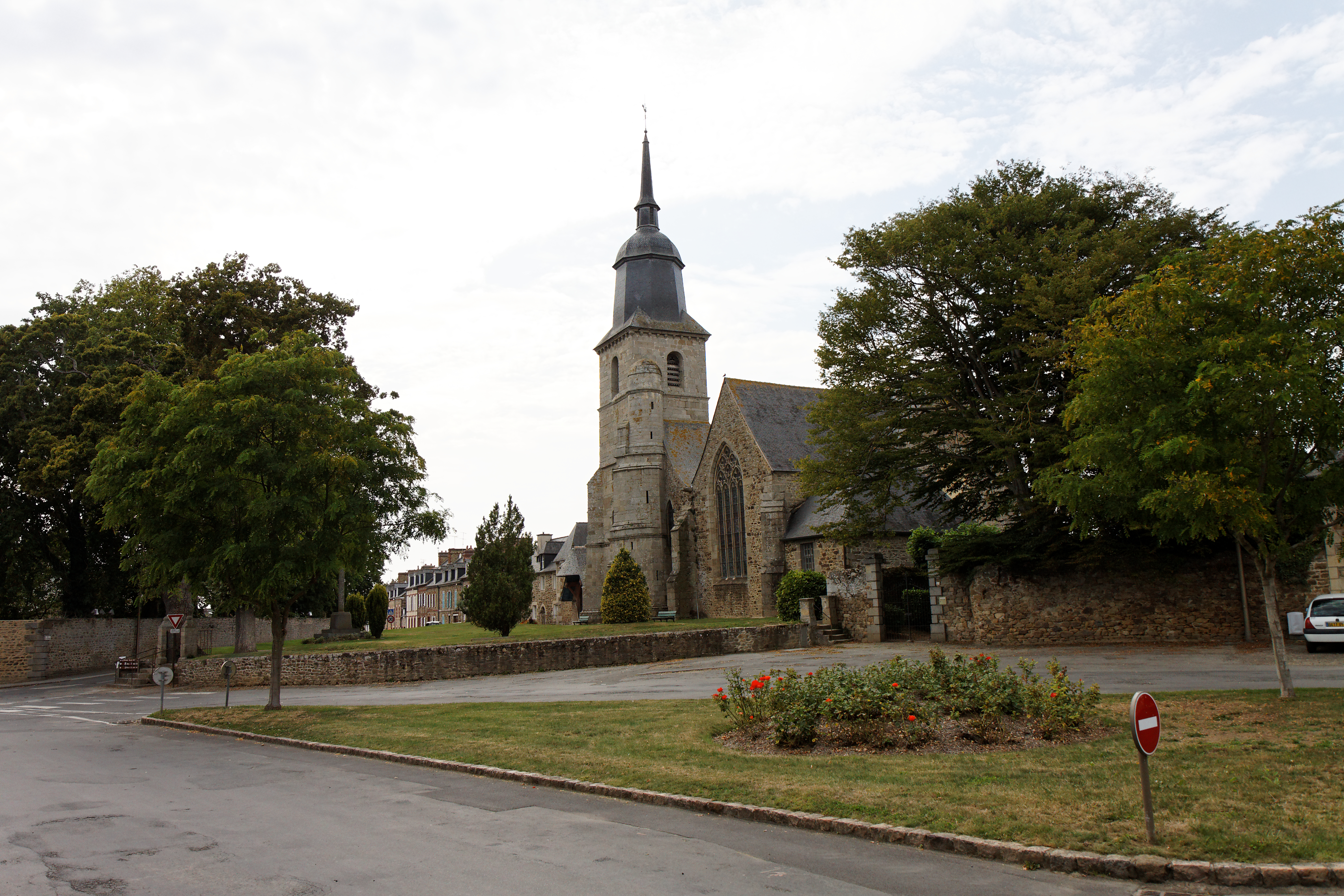
Ламбаль, главный город Пентьевра

Пентьевр (фр. Penthièvre) — бывшее графство и герцогство на севере Бретани. Его территории входят в состав современного французского департамента Кот-д’Армор.
До XI века территория принадлежала герцогам Бретани. В 1035 году герцог Ален III передал эти земли во владение своего брата Эда, ставшего его вассалом; этим актом Ален III продемонстрировал, что по своему положению ничем не уступает герцогу Нормандии, раз имеет вассалов с графским титулом. В XI—XII веках Пентьевр был весьма неспокойной местностью и оплотом повстанцев, боровшихся за независимость Бретани (в первую очередь, для сил Пьера I).
Жанна, графиня Пентьевра, дочь герцога Ги Бретанского, выйдя в 1337 году замуж за графа Карла Блуа, принесла ему это графство в качестве приданого. От дома Блуа оно впоследствии путём браков переходило к герцогам Бросс и Люксембург, а в 1569 году оказалось во владении короля Карла IX. С XV века правители Пентьевра претендовали на титул герцога.
Людовик XIV преобразовал Пентьевр в герцогство, пожаловав титул герцога своему внебрачному сыну — графу Тулузскому. Сын последнего, Луи-Жан-Мари Бурбон, герцог де Пентьевр (1725—1793) занимался благотворительностью и даже в революционное время пользовался популярностью («гражданин Бурбон»). 
На его дочери Марии-Луизе женился Филипп Эгалите, унаследовавший таким образом права на Пентьевр. В XIX веке титул герцога Пентьевра носил сын принца Жуанвильского, принц Пьер-Филипп, родившийся в 1845 году. Ныне понятие «Пентьевр» употребляется практически исключительно для обозначения исторической области.